# Briggsiopsis delavayi
Briggsiopsis delavayi är en tvåhjärtbladig växtart som först beskrevs av Adrien René Franchet, och fick sitt nu gällande namn av K.Y. Pan. Briggsiopsis delavayi ingår i släktet Briggsiopsis och familjen Gesneriaceae. Inga underarter finns listade i Catalogue of Life.